# هنري ألان فاغان
هنري ألان فاغان (بالإنجليزية: Henry Fagan)‏ هو كاتب وصحفي جنوب أفريقي، ولد في 4 أبريل 1889 في Tulbagh ‏ في جنوب أفريقيا، وتوفي في 6 ديسمبر 1963 في كيب تاون في جنوب أفريقيا.